# Панчулидзев, Алексей Давыдович
Алексей Давидович Панчулидзев (1758—1834) — действительный статский советник, в 1808-26 гг. саратовский губернатор. Отец А. А. Панчулидзева, дед С. А. Панчулидзева.

## Биография
Происходил из семьи небогатых имеретинских дворян Панчулидзевых. Отец его, Давид Матвеевич Панчулидзе, в 1738 г. переселился из Грузии в Россию, в 1764 году служил воеводой в Мценске, в 1776 году — воеводой в Великом Устюге, а в 1782 году переведён в Саратов на должность советника саратовской гражданской палаты. Братья Семён и Иван Давыдовичи служили в начале XIX века уже в генеральском чине.
Алексей также с юных лет служил в армии, в 1768 году был определён «в артиллерию фурьером», в 1775 году стал сержантом и в 1780-м — штык-юнкером. Учился в Кадетском корпусе, откуда в 1784 году был уволен по слабости здоровья в чине подпоручика. Предположительно, переехал к отцу в Саратов, приступил к гражданской службе в Саратовской палате уголовного суда, после чего служил в ряде других гражданских учреждений Саратова. По свидетельству Вигеля, Панчулидзев
своею особой был вовсе не любезен; мал ростом, бледен, долгонос, угрюм и молчалив. Единственною или, по крайней мере, главною его страстью было расчетливое тщеславие. Никогда, ничего и никого не позволял он себе осуждать; напротив, ко всем порокам был более чем снисходителен.
В 1801 году был назначен саратовским вице-губернатором; 21 мая 1808 года (по рекомендации О. П. Козодавлева) — саратовским гражданским губернатором. При нём был принят в 1812 г. новый план Саратова с регулярной застройкой кварталов. При участии А.Панчулидзева была открыта гимназия, в 1810 году появился небольшой деревянный театр с труппой из его дворовых, сформирован оркестр, возобновлена губернская типография. В 1815 г. в память о победе над французами заложен Александро-Невский собор. Деятельность Панчулидзева касалась всех сторон местной жизни: так, в июне 1813 г. он отдал предписание не отдавать в рекруты оспопрививателей, а в случае укуса бешеной собакой повелел всем обращаться к пособию медицинских чиновников.
Ещё во время вице-губернаторства ведал немалыми доходами с Эльтонского соляного озера: для саратовских чиновников, по замечанию Вигеля, «карман его сделался каналом, чрез который протекая, Пактол делился на мелкие ручьи и разливался по тощим их нивам»; с руководством «ладил он посредством дележа». На месте Саратовского парка культуры и отдыха (у входа со стороны 2-й Садовой улицы) возвёл он «не один огромный и поместительный дом, а два или три, соединённые между собою галереями, и при них множество служб, обширный двор и бесконечный сад», которые «занимали более пространства, чем увеселительные замки многих из немецких владетельных князей». Строительством усадьбы занимались пленённые в 1812 году французы.
В 1820-е гг. Панчулидзев поражал саратовцев своими обедами и балами, на которые стекались местные чиновники, помещики, купцы, а также все приезжие из столиц. Жил он с большим комфортом. В обширной роще вокруг его дома имелись пруды, устраивались пиры, гулянья, фейерверки:
Этот очарованный замок служил гостиницей и ловушкой для всех приезжих из обеих столиц и других провинций; во время пребывания их в Саратове каждый из них пользовался в нем помещением, освещением, отоплением, столом и прислугой. Этого мало: библиотека, каждый год умножаемая вновь издаваемыми книгами на русском и иностранных языках, в которую сам хозяин никогда не заглядывал, была к услугам малого числа читающих его посетителей; оркестр, при коем находились два-три немца капельмейстера, должен был при изъявлении малейшего желания тешить столь же малое число любителей музыки; конюшня его, наполненная славными рысаками, и псовая охота были в распоряжении его гостей более, чем в его собственном.

## Память
- 16 сентября 2000 года А. Д. Панчулидзеву в Саратове был установлен памятник при входе с улицы Рахова в Саратовский ГПКиО им. А. М. Горького, скульптор Владимир Степанов.
- 10 октября 2012 года были открыты мозаичные портреты Саратовских губернаторов — Панчулидзев А. Д., Галкин-Враской М. Н., Косич А. М. и Столыпин П. А. — на стене дома на ул. Мичурина[3].

Бюст в парке им. Горького в Саратове
Панно «Саратовские губернаторы» на улице Мичурина

## Семья
Вступал в брак трижды с расчетом на хорошее приданое невест. В 1790-е годы женился на Марии Александровне Гладковой (1770—1799), племяннице крупного виноторговца и помещика Г. В. Гладкова. Вторая жена — Анна Сергеевна Мачевериани (ум. в 1802). Последней женою его была дочь Петра Петровича Демидова — Екатерина (1782—1847). Одна из современниц, описывая своё пребывание в Саратове в 1813 году, писала о семье Панчулидзевых:
Губернатор премилый человек, он совершенно на своем месте, во всех отношениях. От первой жены у него две дочери, обе замужем. Они очень приятные особы. Жена губернатора остроумна, толкует о книгах, о разных авторах, о воспитании, любит иностранцев, убеждена, что лишь она умеет воспитывать детей. Она не глупа, но у неё слишком много претензий. Она отлично исполняет свои обязанности, но и немало гордится своими достоинствами.
- Мария Алексеевна (1785/1789—1845)[6] — в первом браке — Любовцева, во втором с 1811 года — супруга Александра Михайловича Устинова (1789—1818), сына купца Михаила Андриановича Устинова, получившего дворянство. Их внучка — Н. А. Столыпина.
- Александр Алексеевич (1790—1867) — пензенский губернатор.
- Анна Алексеевна (1793—1815) — супруга Льва Яковлевича Рославлева[7]. Их дочь, Мария Львовна, жившая в доме дяди Александра Алексеевича на правах бедной родственницы, стала женой Н. П. Огарёва. Вторая дочь, Софья Львовна (ок. 1813—1848), вышла замуж Михаила Гавриловича Каракозова.
- Дмитрий Алексеевич (1798—1822).
- Ольга Алексеевна (1802—1842)[6] — за Е. И. Пашковым.
- Варвара Алексеевна (1806—?) — замужем за П. И. Владыкиным.
- Людмила Алексеевна (1812—?) — не замужем.
- Алексей Алексеевич (1816—1880) — женат на Наталье Павловне Вигель (1825—1870). Их сын — С. А. Панчулидзев.
- Софья Алексеевна (1817—10.12.1901) — не замужем, умерла в Вене от перелома ключицы, похоронена там же на центральном кладбище.